# Bitwa pod Gazalą
Bitwa pod Gazalą – bitwa stoczona podczas kampanii afrykańskiej II wojny światowej w dniach 26 maja – 21 czerwca 1942 roku pomiędzy siłami włosko-niemieckimi, dowodzonymi przez gen. Erwina Rommla, a brytyjską 8 Armią dowodzoną przez gen. Neila Ritchiego.
Rommel poprowadził Armię Pancerną „Afrika”, włoski XX Korpus Zmotoryzowany oraz 90 Dywizję Piechoty Lekkiej „Afrika” do ryzykownego ataku na pozycje brytyjskie na południu, wykorzystując pola minowe przeciwnika do ochrony własnej flanki. Kiedy włoski X Korpus związał siły przeciwnika atakiem frontalnym, a 101 Dywizja Zmotoryzowana „Trieste” zaatakowała ufortyfikowany obszar w pobliżu fortu Bir Hakeim bronionego przez 1 Brygadę Wolnych Francuzów, który okazał się dla sił Osi poważnym problemem. Armia Pancerna „Afrika” znalazła się w pułapce między Bir Hakeim na południu, Tobrukiem na północy, polami minowymi na zachodzie i armią brytyjską na wschodzie.
Wojska niemiecko-włoskie najpierw cofnęły się, by zabezpieczyć własne linie zaopatrzenia. Następnie odparły spóźniony i nieskoordynowany kontratak Brytyjczyków, wysyłając część sił na południe, aby wyprzeć Francuzów z rejonu Bir Hakeim, po czym ponownie podjęły natarcie na wschód.    
Po bitwie gen. Claude Auchinleck, szef Sztabu Imperialnego Armii Brytyjskiej, nakazał odwrót w stronę El Alameinm pozostawiając południowoafrykańską 2 Dywizję Piechoty, by broniła Tobruku, podobnie jak zrobił to gen. Archibald Wavell w kwietniu poprzedniego roku. Tym razem jednak Tobruk nie był przygotowany do obrony i padł po 24 godzinach. Konsekwencją tego była dymisja Ritchiego ze stanowiska dowódcy 8 Armii. Bezpośrednią kontynuacją bitwy pod Gazalą była bitwa o Mersa Matruh.

## Tło

### Bengazi
Po operacji Crusader, przeprowadzonej pod koniec 1941 roku, brytyjska 8 Armia zniosła oblężenie Tobruku i wyparła siły Osi z Cyrenajki aż do El Agheila. Postęp 8 Armii o 800 km przeciążył jednak jej linie zaopatrzeniowe, a ponadto w styczniu 1942 roku alianci zredukowali siły na linii frontu, przerzucając część żołnierzy do pracy nad liniami komunikacyjnymi i składowiskami zaopatrzenia, przygotowując się do kolejnej ofensywy na zachód w kierunku Trypolitanii. Eliminacja Force K stacjonującej na Malcie, która w połowie grudnia natknęła się na włoskie miny morskie pod Trypolisem oraz przybycie Fliegerkorps II na Sycylię zneutralizowały siły powietrzne i morskie aliantów na Malcie, co pozwoliło na dotarcie do Libii większej ilości zaopatrzenia dla Osi. Po dwumiesięcznym opóźnieniu siły niemieckie i włoskie zaczęły otrzymywać zaopatrzenie i posiłki w postaci ludzi i czołgów, co trwało bez przeszkód do końca maja, kiedy Fliegerkorps II został przeniesiony na front wschodni.
Choć z informacji wywiadowczych wynikało, że posiłki te są już obecne w Afryce, kwatera główna 8 Armii w Kairze nie doceniła ich znaczenia i nie doszacowała siły bojowej Osi, znacznie wyolbrzymiając straty zadane nieprzyjacielowi podczas operacji Crusader. W ocenie dokonanej w styczniu 1942 roku Auchinleck wspomniał o siłach Osi wynoszących 35 000 ludzi, podczas gdy prawdziwa liczba wynosiła około 80 000 (50 000 żołnierzy niemieckich i 30 000 żołnierzy włoskich). 8 Armia spodziewała się być gotowa do dalszych działań w lutym, a kwatera główna uważała, że wróg będzie zbyt słaby i zdezorganizowany, aby do tego czasu przeprowadzić kontrofensywę 21 stycznia Rommel wysłał trzy silne kolumny pancerne, aby przeprowadzić rozpoznanie taktyczne. Znajdując tylko słabe umocnienia, Rommel zmienił rozpoznanie w ofensywę, odbił Bengazi 28 stycznia i Timimi 3 lutego. Do 6 lutego alianci wycofali się na linię rozciągającą się od Gazali do Bir Hakeim, kilka kilometrów na zachód od Tobruku, z której wojska włosko-niemieckie wycofały się siedem tygodni wcześniej. Alianci stracili 1309 ludzi od 21 stycznia, a także 42 obezwładnione czołgi, kolejne 30 przez uszkodzenia mechaniczne i awarie oraz 40 dział polowych.

### Linia Gazala
Między Gazalą a Timimi, tuż na zachód od Tobruku, 8 Armia była w stanie skoncentrować swoje siły w wystarczającym stopniu, aby podjąć walkę. Do 4 lutego postęp wojsk Osi został zatrzymany, a linia frontu ustabilizowała się od Gazali na wybrzeżu 48 km na zachód od Tobruku, do starej osmańskiej twierdzy Bir Hakeim 80 km w głąb lądu na południe. Linia Gazala była serią stref obronnych obsadzonych po jednej brygadzie każda, rozłożonych na pustyni za polami minowymi i drutem kolczastym, obserwowanych przez regularne patrole pomiędzy nimi. Najdalej na południu znajdowała się strefa Bir Hakeim obsadzona przez Wolnych Francuzów, położona 21 km na południe od strefy 150 Brygady Piechoty, która z kolei znajdowała się 9,7 km na południe od strefy 69 Brygady Piechoty. Linia nie była równomiernie obsadzona, z większą liczbą żołnierzy osłaniających drogę nadbrzeżną, pozostawiając południe gorzej bronionym, ale za to sama jej długość utrudniała siłom Osi zaopatrywanie ataku wokół południowego skrzydła. Za linią Gazala znajdowało się jeszcze kilka stref obronnych. Najważniejsza z nich, znana jako Wzgórze 209, znajdowała się w Ras El Madauur na głównej linii obrony Tobruku, około 14,5 km na zachód-południowy-zachód od portu. Strefy Acroma, Knightsbridge (19 km na południe od Acromy) i El Adem zostały rozmieszczone w celu blokowania kluczowych tras i skrzyżowań. Strefa w Retma została ukończona tuż przed ofensywą Osi, ale prace nad strefami w Punkcie 171, położonym 6,4 km na południowy-wschód od Bir Hakeim i w Bir el Gubi rozpoczęły się dopiero 25 maja.

## Preludium

### Brytyjskie przygotowania

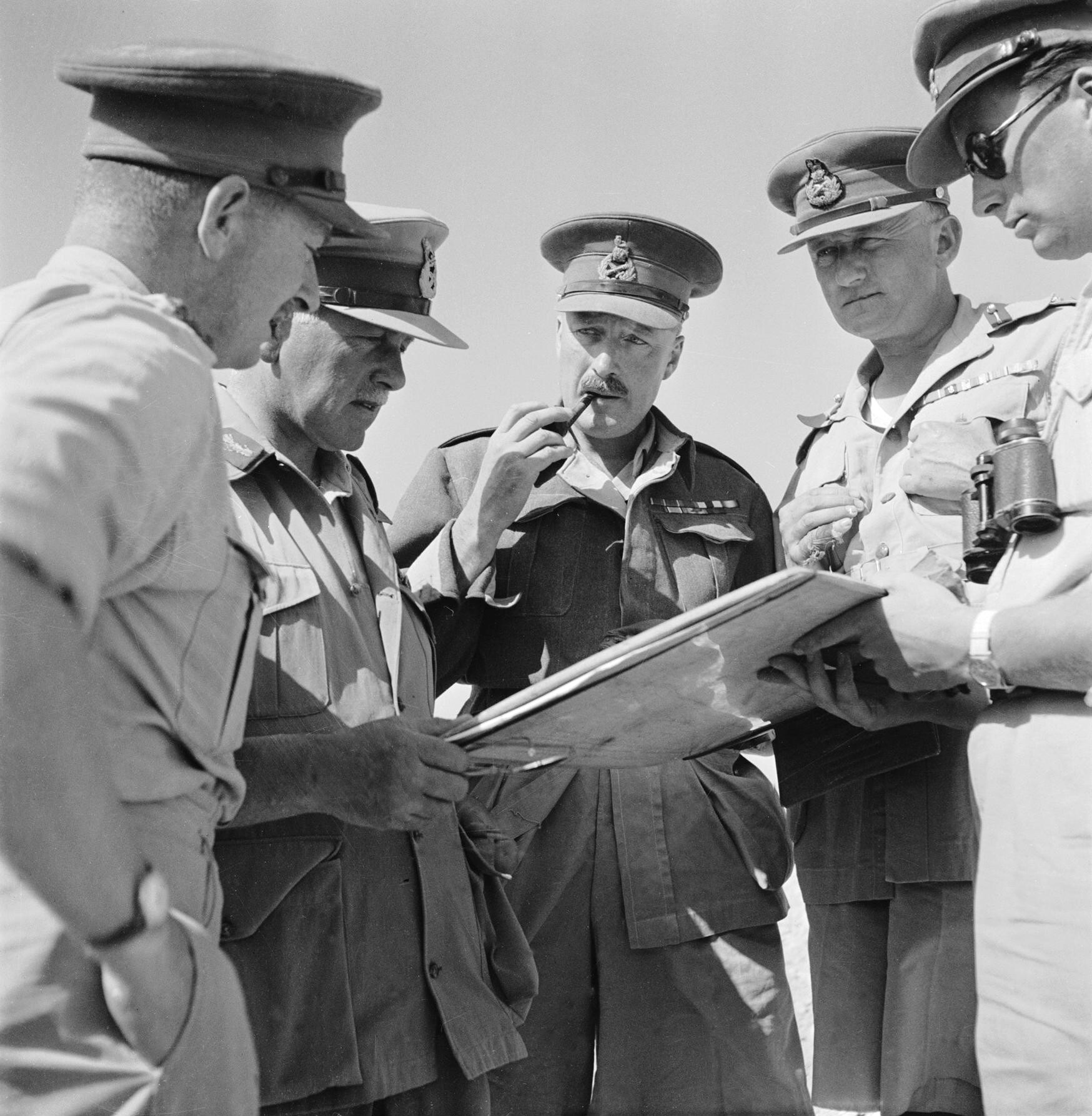
Generał Neil Ritchie (trzymający fajkę) zwraca się do swoich dowódców, 31 maja 1942 roku. Charles Norrie trzyma mapę, William Gott po prawej stronie Ritchiego

Premier Winston Churchill naciskał na Auchinlecka, aby ten zaatakował, wypychając siły Osi z Cyrenajki i odciążając Maltę, której utrzymanie Churchill uważał za niezbędne dla dalszego wysiłku wojennego...

...mając na uwadze w szczególności Maltę, której utrata byłaby największą katastrofą dla Imperium Brytyjskiego i prawdopodobnie zabójcza w dłuższej perspektywie dla obrony delty Nilu.

8 Armia otrzymała nowy sprzęt, w tym 167 amerykańskich czołgów M3 Grant z programu Lend-Lease wyposażonych w armaty 75 mm i dużą liczbę 6-funtowych dział przeciwpancernych. Rommel uważał, że pola minowe aliantów kończyły się daleko na północ od Bir Hakeim i nie wiedział o „bagnie minowym” otaczającym tę strefę. 8 Armia była w trakcie reorganizacji, zmieniając stosunki między piechotą a artylerią, podczas gdy dowódca RAF-u Arthur Tedder skoncentrował wysiłki lotnictwa na wspieraniu wojsk lądowych. Dowódcy armii utracili możliwość kierowania operacjami powietrznymi, które były zarezerwowane dla dowódców RAF-u. A wicemarszałek lotnictwa Arthur Coningham przeniósł swoją siedzibę do kwatery głównej 8 Armii, aby poprawić komunikację.
Dowódcy Osi wiedzieli, że przystąpienie Stanów Zjednoczonych do wojny zapewni 8 Armii dostęp do zwiększonej ilości materiałów, ale starali się zapobiec ofensywie aliantów, zanim te dostawy wpłyną na wydarzenia na polu walki. Pod koniec maja 1 Dywizja Południowoafrykańska znajdowała się najbliżej wybrzeża na linii Gazala, 50 Dywizja Piechoty Northumbrian pośrodku, a 1 Brygada Wolnych Francuzów najdalej na południe w Bir Hakeim. 1. i 7 Dywizja Pancerna czekały za główną linią jako mobilne odwody, 2 Dywizja Południowoafrykańska utworzyła garnizon w Tobruku, a 5 Indyjska Dywizja Piechoty (która przybyła w kwietniu, aby zastąpić wyczerpaną 4 Indyjską Dywizję Piechoty) była trzymana w rezerwie. Alianci mieli łącznie 110 000 ludzi, 843 czołgi i 604 samoloty.

### Przygotowania Osi

Obszar natarcia Osi, El Agheila – El Alamein, 21 stycznia – 21 czerwca 1942

Wycofanie sił Osi do El Agheila po operacji Crusader skróciło jej linie zaopatrzeniowe z Trypolisu do 740 km. Odkrycie 13 000 t paliwa ukrytych w Trypolisie złagodziło kryzys zaopatrzeniowy, pomimo dostarczenia zaledwie 51 000 t zaopatrzenia w styczniu. Tymczasem linie zaopatrzeniowe Brytyjczyków po ostatnich sukcesach były nadmiernie rozciągnięte. Ponadto Luftflotte II na Sycylii odzyskała dla Osi panowanie w powietrzu. Rommel poprosił o kolejne 8000 ciężarówek, ale to nierealne żądanie zostało odrzucone, a Rommla ostrzeżono, że nowa ofensywa spowoduje kolejny kryzys zaopatrzeniowy. 29 stycznia Panzerarmee odbiło Bengazi, a już następnego dnia dostawy amunicji na linię frontu znowu zawiodły. Do 13 lutego Rommel zgodził się zatrzymać w Gazali, 1400 km od Trypolisu.
Do maja miesięczne dostawy wynosiły średnio 61 000 ton, mniej niż znacznie mniejsze wtedy siły Osi otrzymywały od czerwca do października 1941 roku, ale wystarczające do przeprowadzenia ofensywy. 1400 km postęp do Gazali zakończył się sukcesem, ponieważ zdobyto port w Bengazi, co zmniejszyło linie zaopatrzeniowe Panzerarmee o około 33 procent, do 450 km. Włosi próbowali powstrzymać Rommla, opowiadając się za zdobyciem Malty, co odroczyłoby kolejną ofensywę w Afryce do jesieni, ale zgodzili się na atak na Tobruk pod koniec maja. Nowa ofensywa miała zatrzymać się na granicy egipskiej, kolejne 240 km na wschód, a po niej Luftwaffe miałaby przerzucić siły na operację Herkules. Zdobycie Malty nie zmieniłoby ograniczeń przepustowości portu i odległości; ochrona konwojów i duży port blisko frontu nadal byłyby konieczne do zwycięstwa.

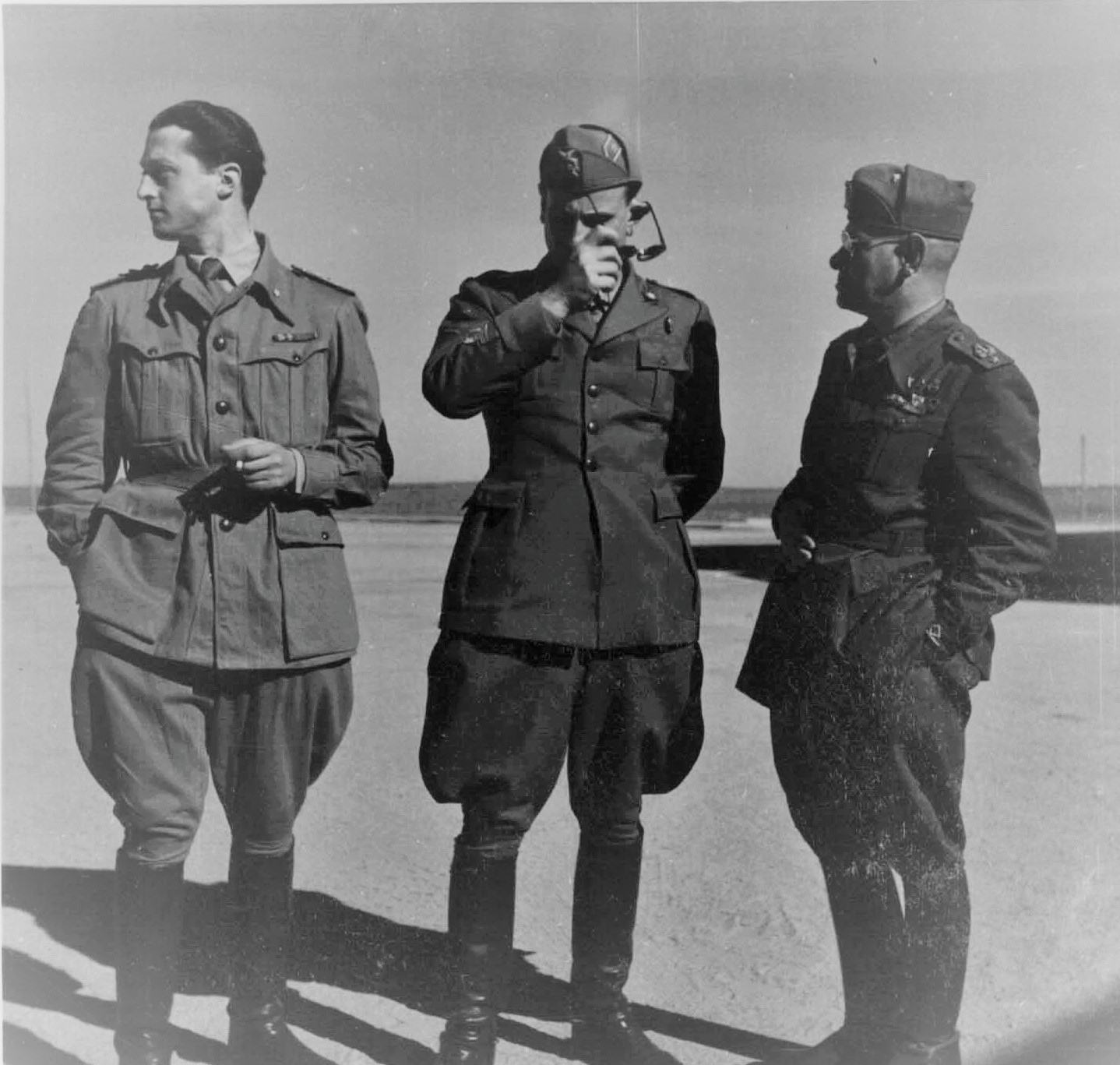
Od lewej do prawej: włoscy generałowie Nicolini, Baldassarre i Lombardi

Ataki powietrzne kierowane przez feldmarszałka Alberta Kesselringa przeciwko Malcie znacznie zmniejszyły jej potencjał ofensywny, umożliwiając konwojom zaopatrzeniowym z Włoch docieranie do sił Osi w Afryce z większą regularnością. Unternehmen Venezia (operacja Wenecja), plan ataku Osi, zakładał, że siły pancerne wykonają manewr oskrzydlający na południe od ufortyfikowanej strefy Bir Hakeim. Na lewym skrzydle 132 Dywizja Pancerna „Ariete” miała zneutralizować samą strefę Bir Hakeim, a na prawym skrzydle 21 Dywizja Pancerna i 15 Dywizja Pancerna miały posuwać się na północ za obronę 8 Armii, aby zniszczyć alianckie czołgi i odciąć dywizje piechoty na linii Gazala. Na skrajnym prawym skrzydle ataku kampfgruppe (grupa bojowa) z 90 Dywizji Lekkiej „Afrika” miała posuwać się do El Adem, na południe od Tobruku i przeciąć linię zaopatrzenia od portu do linii Gazala, jednocześnie zatrzymując wojska alianckie w Tobruku
Reszta włoskiego XX Korpusu Zmotoryzowanego, 101 Dywizja Zmotoryzowana „Trieste”, miała otworzyć lukę w polu minowym na północ od strefy Bir Hakeim w pobliżu strefy Sidi Muftah, aby utworzyć trasę dla dostaw zaopatrzenia dla czołgów. Rommel przewidywał, że po rozprawieniu się z siłami pancernymi aliantów zdobędzie El Adem, Ed Duda, Sidi Rezegh i strefę Knightsbridge. Czołgi Osi miałyby wtedy być gotowe do ataku następnego dnia na zachód na strefy obronne 8 Armii między Gazalą a Alem Hamzą, spotykając się z atakiem włoskiego korpusu X i XXI na wschodzie. Pod koniec maja siły Osi liczyły 90 000 ludzi, 560 czołgów i 542 samolotów.

## Bitwa

### Operacja Wenecja

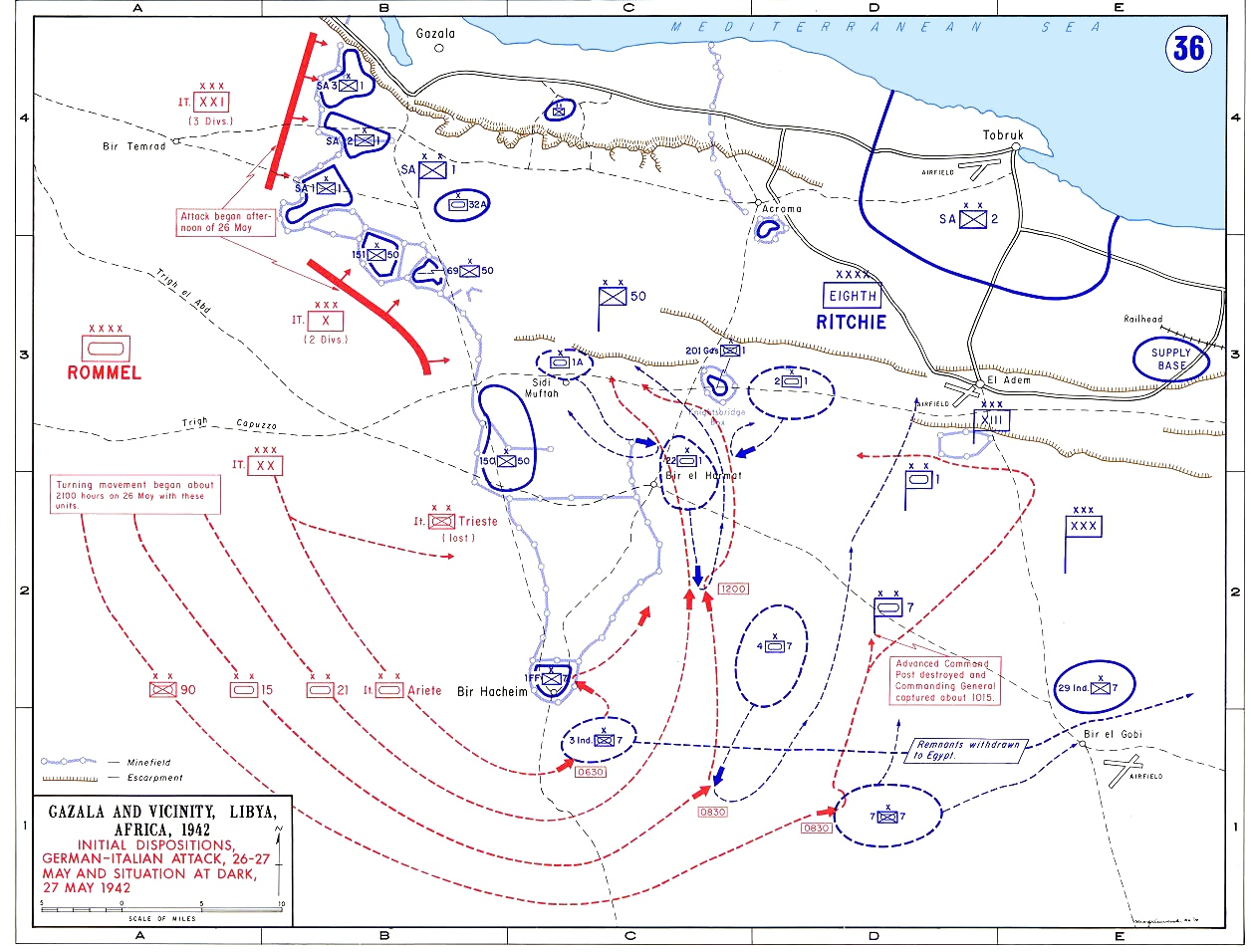
Postępy wojsk Osi na początku operacji Wenecja

26 maja o godzinie 14:00 włoski X i XXI Korpus po ciężkim przygotowaniu artyleryjskim przeprowadził frontalny atak na centralne pozycje linii Gazala, rozpoczynając operację Wenecja. Kilka oddziałów Afrika Korps i XX Korpusu Mobilnego zostało także przydzielonych do tych grup szturmowych. W ciągu dnia większość sił Afrika Korps przemieszczała się w tamtym kierunku, aby stworzyć wrażenie, że był to główny atak Osi. Gdy zapadła noc, formacje pancerne skręciły na południe, wykonując szeroki łuk wokół południowego krańca linii Gazali.
Wczesnym rankiem 27 maja Rommel osobiście poprowadził oddziały Panzerarmee Afrika, Deutsches Afrikakorps, włoski XX Korpus Zmotoryzowany i niemiecką 90 Dywizję Lekką „Afrika” w śmiałym manewrze oskrzydlającym wokół południowego krańca alianckich linii, wykorzystując pola minowe aliantów do ochrony własnej flanki i tyłów. Dywizja „Ariete” XX Korpusu Zmotoryzowanego została zatrzymana na około godzinę przez 3 Indyjską Brygadę Motorową 7 Dywizji Pancernej, okopaną 6 km na południowy wschód od Bir Hakeim w Rugbet el Atasc. 132 Pułk Piechoty Pancernej Dywizji „Ariete” wysłał do przodu swoje doświadczone 8. i 9. bataliony czołgów średnich, podczas gdy świeży 10. batalion czołgów średnich znajdował się w drugiej linii. Pozycje indyjskie zostały zajęte, a straty atakujących wyniosły 23 czołgi, z których część nadawała się do naprawy na polu bitwy, 30 zabitych i 50 rannych, podczas gdy Hindusi stracili aż 440 zabitych i rannych oraz około 1000 jeńców, w tym admirała Waltera Cowana, który został wzięty do niewoli, i większość sprzętu. 21 Dywizja Pancerna posuwała się na południe od tej pozycji i nie brała udziału w akcji.
Dalej na wschód 15 Dywizja Pancerna starła się z 4 Brygadą Pancerną 7 Dywizji Pancernej, która otrzymała rozkaz udania się na południe, aby wesprzeć 3 Brygadę Indyjską i 7 Brygadę Zmotoryzowaną. W tym kosztownym dla obu stron starciu Niemcy zostali zaskoczeni zasięgiem i mocą dział 75 mm zamontowanych na nowych czołgach M3 Grant. 4 Brygada Pancerna wycofała się następnie w kierunku El Adem i spędziła noc w pobliżu bazy zaopatrzeniowej Belhamed, na wschód od tej miejscowości. Późnym porankiem jednostki pancerne Osi posunęły się o ponad 40 km na północ, ale do południa zostały zatrzymane przez 1 Dywizję Pancerną w bardziej kosztownych dla obu stron walkach.

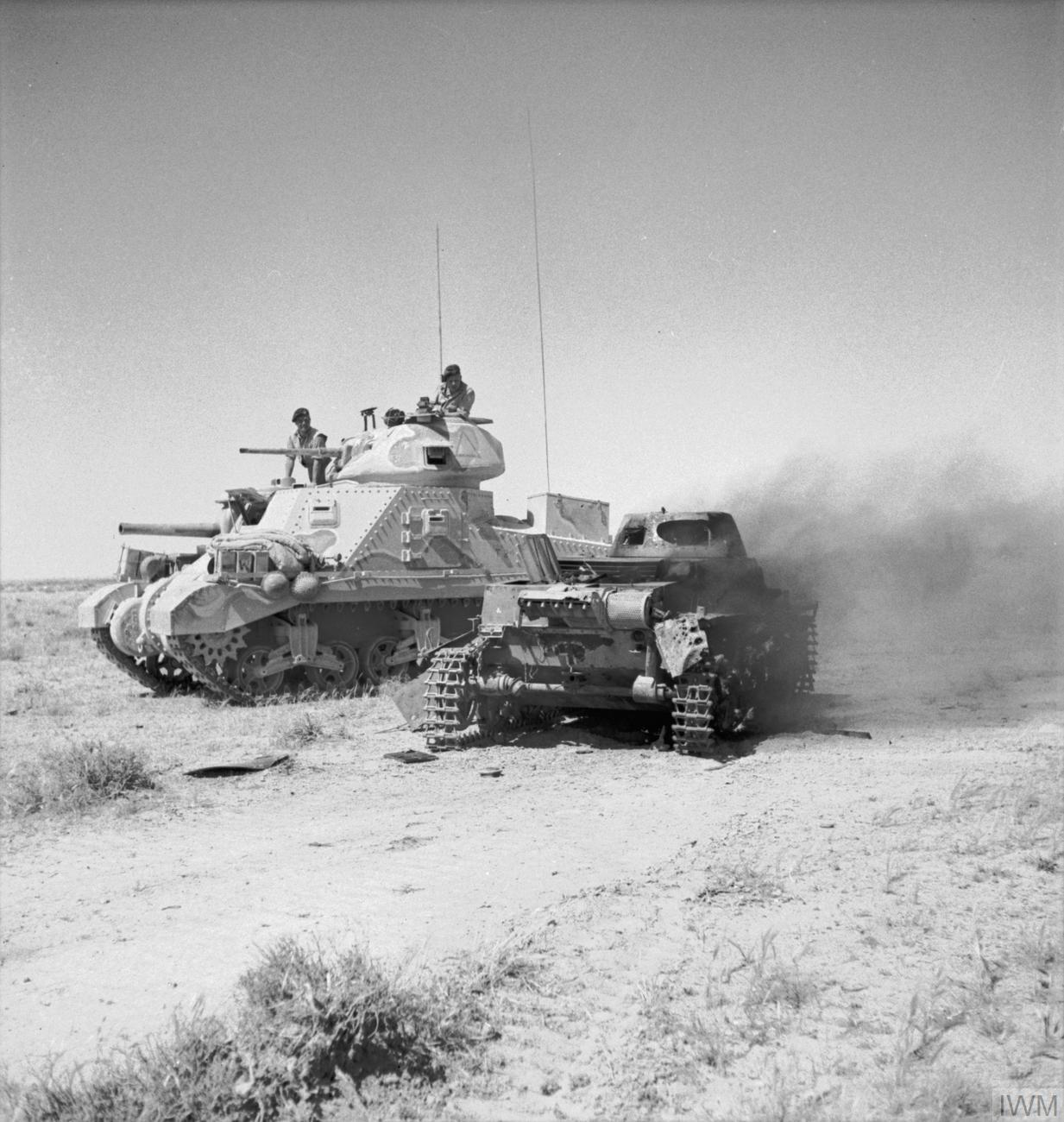
M3 Grant przejeżdża obok ze zniszczonego Panzer I, 1942

Na dalekim prawym krańcu natarcia Osi, 90 Dywizja Lekka „Afrika” starła się z 7 Brygadą Zmotoryzowaną w Retma i zmusiła ją do wycofania się na wschód w kierunku Bir el Gubi. Wznawiając natarcie na El Adem przed południem, samochody pancerne 90 Dywizji Lekkiej natknęły się na wysunięte dowództwo 7 Dywizji Pancernej w pobliżu Bir Beuid, rozpraszając je i biorąc do niewoli wielu oficerów, w tym dowódcę, Franka Messervy’ego, który jednak udawał, że jest zwykłym ordynansem i nie został rozpoznany, a po krótkim czasie uciekł. „Niewybaczalny” błąd pozostawił dywizję bez skutecznego dowództwa przez następne dwa dni. Zgodnie z planem, 90 Dywizja Lekka dotarła do obszaru El Adem w południe i zdobyła szereg alianckich składów zaopatrzenia. Następnego dnia 4 Brygada Pancerna została wysłana do El Adem, a 90 Dywizja Lekka została skierowana z powrotem na południowy zachód.
Bitwa pancerna trwała przez trzy dni; nie mogąc zdobyć z marszu Bir Hakeim, Rommel ustawił Afrika Korps na pozycjach obronnych, wykorzystując rozległe pola minowe aliantów do zablokowania podejścia wojsk nieprzyjaciela od zachodu. Brytyjskie czołgi atakowały kilkakrotnie od północy i wschodu, wpadając pod celny ogień obrońców. Sytuacja zaopatrzeniowa Osi stała się rozpaczliwa. Broniąc niemieckich tyłów, Dywizja „Ariete” odparła ataki brytyjskich brygad pancernych 29 maja i w pierwszym tygodniu czerwca.

### Bir Hakeim
Bir Hakeim było bronione przez 1 Brygadę Wolnych Francuzów pod dowództwem gen. Marie Pierre Kœniga. 27 maja włoski 9. batalion pancerny 132 Pułku Piechoty Pancernej (Dywizja „Ariete”), który nie brał udziału w zwalczaniu strefy 3 Brygady Indyjskiej i kontynuował samotne natarcie z pełną prędkością, natknął się w polu na pozycje francuskie i rozpoczął atak z marszu, który okazał się kosztowną porażką, gdy znalazł się pod ogniem francuskich dział 75 mm i trafił na miny. W nocy z 1 na 2 czerwca 90 Dywizja Lekka i Dywizja „Trieste” zostały wysłane na południe, aby wznowić atak na Bir Hakeim, gdzie bitwa miała potrwać przez kolejne dziesięć dni.

Nasze ataki wielokrotnie grzęzły w doskonałych francuskich fortyfikacjach. Podczas pierwszych dziesięciu dni naszego [sic] ataku na Francuzów Brytyjczycy zachowywali zadziwiający spokój. Sama Dywizja „Ariete” została przez nich zaatakowana 2 czerwca, ale broniła się uparcie. Po kontrataku 21 Dywizji Pancernej sytuacja tam znów się uspokoiła.

Wzmocnione o kolejną kampfgruppe siły Osi ponownie zaatakowały Bir Hakeim 9 czerwca i następnego dnia przeszły przez pozycje obronne. Ritchie nakazał pozostałym żołnierzom ewakuację pod osłoną ciemności. Pod ostrzałem wielu Francuzów znalazło luki w liniach nieprzyjaciela, przez które mogli się wycofać. Ocaleni przedostali się następnie około 8 km na zachód, aby spotkać się z pojazdami 7 Brygady Motorowej. Około 2700 żołnierzy (w tym 200 rannych) z pierwotnego garnizonu liczącego 3600 żołnierzy udało się wycofać, a około 500 żołnierzy francuskich, z których wielu było rannych, zostało schwytanych, gdy 90 Dywizja Lekka ostatecznie zajęła tę pozycję 11 czerwca.

### Kocioł
Wczesnym rankiem 29 maja pojazdy zaopatrzeniowe wspierane przez Dywizje „Trieste” i „Ariete” przedostały się przez pole minowe na północ od Bir Hakeim i dotarły do Afrika Korps. 30 maja Rommel wycofał Afrika Korps na zachód, na skraj pól minowych, tworząc pozycję obronną. Utworzono połączenie z elementami włoskiego X Korpusu, który oczyszczał dwie drogi przez pola minowe od zachodu. W trakcie tych działań strefa obronna Sidi Muftah została zdobyta, a broniąca się w niej 150 Brygada Piechoty została zniszczona po brutalnych walkach. W pewnym momencie Rommel osobiście poprowadził pluton grenadierów pancernych do ataku;

Po południu [30 maja] osobiście rozpoznałem możliwości ataku na Got el Ualeb [strefa obronna Sidi Muftah] i szczegółowo rozmieściłem jednostki Afrika Korps, 90 Dywizji Lekkiej i włoskiej Dywizji „Trieste” do ataku na pozycje brytyjskie następnego ranka. Atak rozpoczął się rano 31 maja. Oddziały niemiecko-włoskie przedzierały się metr po metrze, stawiając czoło najsilniejszemu oporowi Brytyjczyków, jaki tylko można sobie wyobrazić. [...] Niemniej jednak, gdy nadszedł wieczór, wdarliśmy się na znaczną odległość w brytyjskie pozycje. Następnego dnia obrońcy mieli otrzymać swój spokój. Po ciężkich atakach stukasów piechota ponownie ruszyła naprzód przeciwko brytyjskim pozycjom polowym. [...] Kawałek po kawałku zdobywaliśmy rozbudowaną obronę brytyjską, aż wczesnym popołudniem cała pozycja była nasza. Cały brytyjski opór został stłumiony. Wzięliśmy 3000 jeńców i zniszczyliśmy lub zdobyliśmy 101 czołgów i samochodów pancernych, a także 124 działa wszelkiego rodzaju.

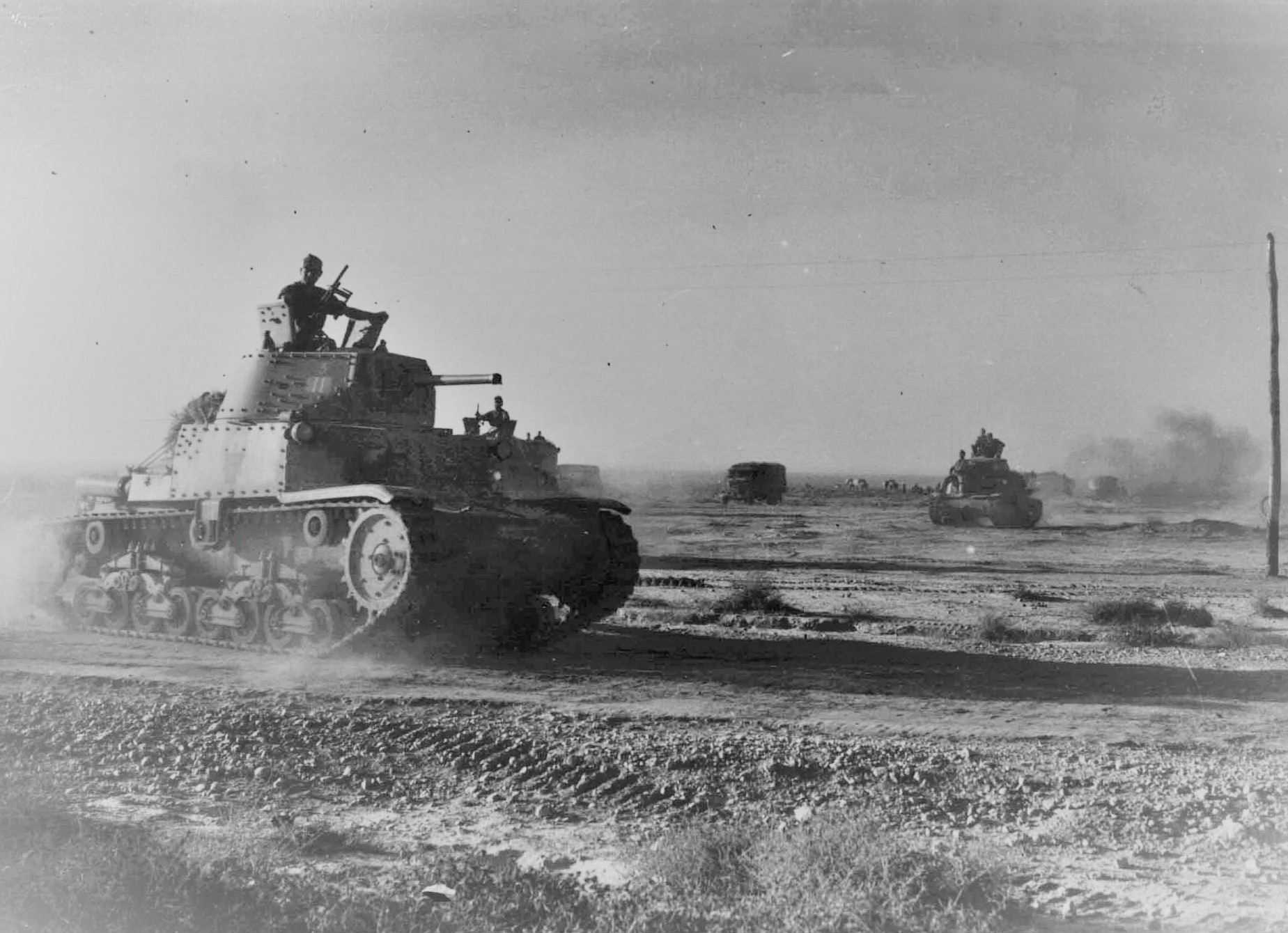
Czołgi Dywizji „Ariete” podczas bitwy

Działając na podstawie błędnych raportów o stratach niemieckich czołgów, Auchinleck stanowczo nalegał na Ritchiego, aby ten przeprowadził kontratak wzdłuż wybrzeża, wykorzystał brak niemieckich czołgów i przebił się do Timimi, a następnie do Mechili. Ritchie był bardziej zaniepokojony Tobrukiem, sprowadził więc posiłki do strefy El Adem i utworzył nowe strefy obronne naprzeciwko luk w polu minowym. Ritchie nakazał 8 Armii kontratak na Afrika Korps 5 czerwca, ale został on przywitany celnym ogniem z czołgów i dział przeciwpancernych ustawionych w Kotle. Na północy XIII Korpus nie poczynił żadnych postępów, ale atak 7 Dywizji Pancernej i 5 Dywizji Indyjskiej na wschodnim skrzydle kotła o 2:50 początkowo odnosił sukcesy. Ważnym elementem planu było zniszczenie obrony przeciwpancernej Osi za pomocą ostrzału artyleryjskiego, ale z powodu błędu w nakreśleniu jej pozycji ostrzał spadł zbyt daleko na wschód. Kiedy 22 Brygada Pancerna ruszyła naprzód, została przywitana masowym ogniem przeciwpancernym i zatrzymana. 32 Armijna Brygada Pancerna, nacierająca z północy, dołączyła do ataku o świcie, ale również wpadła pod zmasowany ostrzał, tracąc 50 z 70 czołgów.
Wczesnym popołudniem 5 czerwca Rommel podzielił swoje siły, decydując się na atak na wschód z Dywizją „Ariete” i 21 Dywizją Pancerną, podczas gdy elementy 15 Dywizji Pancernej wysłał na północ, w kierunku strefy Knightsbridge. Natarcie na wschód w kierunku Bir el Hatmat rozproszyło dowództwa taktyczne dwóch brytyjskich dywizji, a także 9. i 10 Indyjskiej Brygady Piechoty oraz innych mniejszych jednostek, co spowodowało załamanie się ich systemu dowodzenia. 22 Brygada Pancerna, która straciła 60 ze swoich 156 czołgów, została zmuszona do opuszczenia pola bitwy przez kolejne ataki 15 Dywizji Pancernej. Trzy indyjskie bataliony piechoty, pułk rozpoznawczy i cztery pułki artylerii sił atakujących pozostały w tyle bez wsparcia czołgów i w końcu wyparte. Rommel zachował inicjatywę, utrzymując swoje siły w Kotle, podczas gdy liczba sprawnych brytyjskich czołgów ciągle malała. Wysłano szereg oddziałów zwiadowczych, aby sprawdziły umocnione punkty nieprzyjaciela, a od 6 do 8 czerwca przeprowadzono kolejne ataki na Bir Hakeim, odparte przez francuski garnizon. 7 Brygada Motorowa i 29 Indyjska Brygada Piechoty kontynuowały nękanie linii komunikacyjnych Osi.

### Czarna Sobota, 13 czerwca

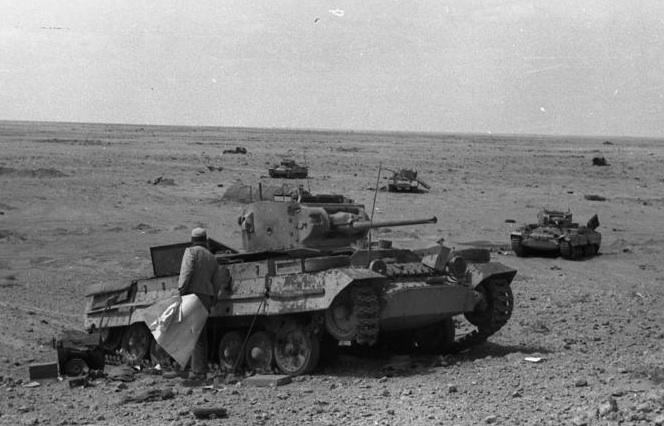
Porzucone brytyjskie czołgi Valentine sprawdzane przez niemieckiego żołnierze pod kątem znalezienia map, książek kodowych i prowiantu

11 czerwca Rommel pchnął 15 Dywizję Pancerną i 90 Dywizję Lekką „Afrika” w kierunku El Adem, a do 12 czerwca zaczął wypierać 201 Brygadę Gwardii ze strefy Knightsbridge do Tobruku. 29 Indyjska Brygada Piechoty odparła atak na strefę El Adem 12 czerwca, ale 2. i 4 Brygada Pancerna po ich lewej stronie zostały odepchnięte o 6 km przez 15 Dywizję Pancerną i musiały pozostawić swoje uszkodzone czołgi na polu bitwy. 13 czerwca 21 Dywizja Pancerna nacierała z zachodu i walczyła z 22 Brygadą Pancerną. Afrika Korps wykazał się wyższością w taktyce, łącząc czołgi z działami przeciwpancernymi w ataku; Rommel szybko zareagował na informacje wywiadowcze uzyskane z przechwyconych komunikatów radiowych aliantów. Pod koniec dnia liczebność brytyjskich czołgów została zmniejszona z 300 do około 70, a Afrika Korps ugruntował swoją przewagę pancerną i dominującą pozycję, czyniąc XIII Korpus na linii Gazala podatnym na odcięcie. Pod koniec dnia 13 czerwca strefa Knightsbridge została praktycznie otoczona i opuszczona przez Brygadę Gwardii tej samej nocy, a ich dowódca Thomas Bevan zginął poprzedniego dnia. Z powodu tych porażek, 13 czerwca stał się znany jako „Czarna Sobota” dla 8 Armii.

#### Grzbiet Rigel
13 czerwca 21 Dywizja Pancerna zaatakowała grzbiet Rigel w środku burzy piaskowej. Niemcy pokonali część 2 Pułku Gwardii Szkockiej w strefie Knightsbridge na zachodnim krańcu grzbietu Rigel, obserwowanym przez 6. południowoafrykańską baterię przeciwpancerną 2 Pułku Polowego, Natal Field Artillery i baterię 11. Pułku Królewskiej Artylerii Konnej w pobliżu. Południowoafrykańscy artylerzyści strzelali do momentu, aż ich działa zostały zniszczone, co zmusiło do odwrotu inne formacje alianckie. Dowódca południowoafrykańskiej baterii postanowił zostać i kontynuować ogień przeciwko niemieckim czołgom, aby opóźniać Niemców tak długo, jak to możliwe. Niemieckie czołgi zajęły pozycje za grzbietem wzgórza, a między nimi umieszczono działa przeciwpancerne. Kolumna czołgów Panzer zaatakowała od tyłu, otaczając obrońców i odcinając wszelką drogę ucieczki, a artylerzyści kontynuowali ostrzał dopóki osiem z ich dział nie zostało zniszczonych. Około połowa artylerzystów została zabita lub ranna, w tym dowódca baterii i wielu oficerów. Ostatnie sprawne działo było obsługiwane przez porucznika Ashleya i sygnalistę; gdy bateria została uciszona, czołgi Osi ostrożnie się zbliżyły, a południowoafrykańscy artylerzyści zostali wzięci do niewoli.

### Odwrót 8 Armii
14 czerwca Auchinleck upoważnił Ritchiego do wycofania się z linii Gazala. Obrońcy w El Adem i dwóch sąsiednich strefach wciąż się utrzymywali, a 1 Dywizja Południowoafrykańska była w stanie wycofać się wzdłuż drogi nadbrzeżnej praktycznie nienaruszona. Droga nie mogła jednak pomieścić dwóch dywizji, a pozostałe dwie brygady 50 Dywizji Northumbrian nie mogły się wycofać na wschód z powodu obecności czołgów Osi i zaatakowały na południowy zachód, przełamując linie 27 Dywizji Piechoty „Brescia” i 17 Dywizji Piechoty „Pavia” X Korpusu; następnie skierowały się na południe na pustynię, po czym skręciły na wschód. Londyn nie rozważał wycofania się na lepsze pozycje obronne na granicy libijsko-egipskiej i 14 czerwca Auchinleck nakazał Ritchiemu utrzymanie linii biegnącej na południowy wschód od Acromy (na zachód od Tobruku) przez El Adem do Bir El Gubi. Wieczorem 15 czerwca strefa obronna w Punkcie 650 została zdobyta, a 16 czerwca obrońcy w Punkcie 187 zostali zmuszeni do odwrotu z powodu braku zaopatrzenia. Strefy obronne w El Adem i Sidi Rezegh zostały również zaatakowane przez Afrika Korps. 17 czerwca obie strefy zostały ewakuowane, co położyło kres wszelkim szansom na zapobiegnięcie ponownemu okrążeniu Tobruku. Ritchie nakazał 8 Armii wycofanie się do Mersa Matruh, około 160 km na wschód od granicy, pozostawiając Tobruk jako zagrożenie dla linii komunikacyjnych Osi, tak jak w 1941 roku. Odwrót ten stał się znany jako Gazala Gallop.

### Upadek Tobruku

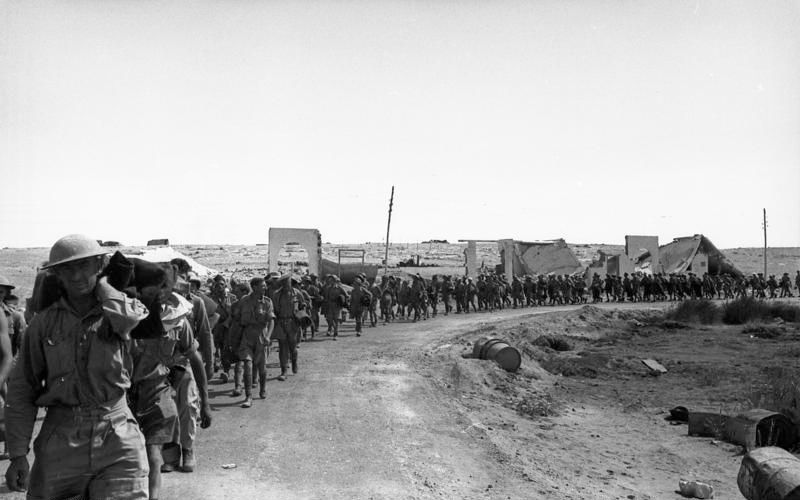
Jeńcy alianccy wyprowadzani z Tobruku

W lutym 1942 roku dowódcy armii, marynarki i sił powietrznych w Kairze zgodzili się, że Tobruk nie powinien być ponownie oblegany. Auchinleck uważał obronę Tobruku za sprawę mniejszej wagi i powiedział Ritchiemu, że nie zamierza go utrzymywać za wszelką cenę. Wokół portu zostały zgromadzone ogromne zapasy na potrzeby planowanej ofensywy alianckiej, a Auchinleck spodziewał się, że będzie w stanie wytrzymać dwa miesiące dzięki zaopatrzeniu w twierdzy. Obrona Tobruku nie była jednak teraz przygotowana, a garnizon stanowili niedoświadczeni żołnierze. Gen. William Gott obsadził Tobruk dwiema brygadami 2 Dywizji Południowoafrykańskiej (gen. mjr Hendrik Klopper) wraz z 201 Brygadą Gwardii Zmotoryzowaną, 11 Indyjską Brygadą Piechoty, 32 Armijną Brygadą Pancerną i 4 Brygadą Przeciwlotniczą.
Operacja Wenecja, rozpoczęta 26 maja, w ciągu niecałego miesiąca odepchnęła 8 Armię na wschód od Tobruku, czyniąc ją podatną na ataki ze wschodu. Brytyjski premier Winston Churchill przywiązywał wielką wagę do symbolicznego znaczenia Tobruku i doszło do wymiany dwuznacznych sygnałów pomiędzy nim a dowództwem wojskowym, co doprowadziło do otoczenia i oblężenia portu, a nie jego ewakuacji, jak pierwotnie planowano. Panzerarmee Afrika przebiła się przez słabe pozycje we wschodniej części miasta i zajęła port w ciągu 24 godzin. Garnizon liczący 33 000 ludzi został wzięty do niewoli, wielu żołnierzy stacjonujących na zachodnich pozycjach obronnych nie wzięło nawet udziału w walce. Zdobyto ponad 1000 sprawnych pojazdów, 5100 ton żywności i 1400 ton benzyny. Upadek Tobruku był drugą największą kapitulacją w historii Imperium Brytyjskiego po bitwie o Singapur w lutym 1942 roku. Później tego samego roku sąd zaocznie uznał, że Klopper nie ponosi w osobistej winy za kapitulację i przypisał klęskę niepowodzeniom brytyjskiego dowództwa. Wyniki śledztwa były utrzymywane w tajemnicy aż do końca wojny, co niewiele pomogło w naprawieniu nadszarpniętej reputacji Kloppera i jego żołnierzy.

## Następstwa

### Analiza

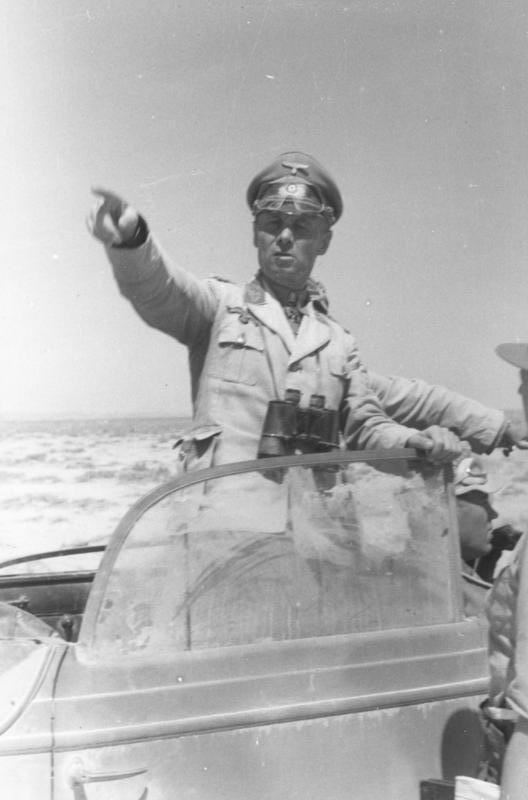
Rommel na zachód od Tobruku

Dzięki zdobyciu Tobruku państwa Osi zyskały port morski położony bliżej szlaku egejsko-kreteńskiego i dużą ilość zaopatrzenia aliantów. Gdyby alianci nie zdołali powstrzymać Niemców w Egipcie, ci z ich pomocą przejęliby Kanał Sueski i potencjalnie ruszyli na pola naftowe na Bliskim Wschodzie. Adolf Hitler nagrodził Rommla awansem do stopnia feldmarszałka, czyniąc go najmłodszym niemieckim oficerem, który kiedykolwiek zdobył ten stopień. Rommel zauważył, że wolałby zamiast niego dodatkową dywizję pancerną.
Churchill napisał:

To był jeden z najcięższych ciosów, jakie pamiętam podczas wojny. Nie tylko jego skutki militarne były poważne, ale wpłynęły również na reputację armii brytyjskich.

Auchinleck zwolnił Ritchiego 25 czerwca i sam objął dowództwo nad 8 Armią w I bitwie pod El Alamein, gdzie zatrzymał postępy Rommla. W sierpniu Auchinleck został zastąpiony na stanowisku dowódcy 8 Armii przez dotychczasowego dowódcę XIII Korpusu, gen. por. Williama Gotta, a na stanowisku dowódcy sił na Bliskim Wschodzie przez gen. Harolda Alexandra. Gott zginął 7 sierpnia, gdy jego samolot został zestrzelony, a jego następcą został gen. por. Bernard Montgomery.
W 2017 roku historyk James Holland napisał:

Jak powiedział Rommel do schwytanego brytyjskiego oficera: „Jaką różnicę robi to, że masz dwa czołgi przeciwko jednemu mojemu, jeśli je rozdzielisz i pozwolisz mi je zniszczyć osobno?”. To jedno zdanie naprawdę ujęło sedno sprawy i przyczynę niepowodzenia kontrataku Auchinlecka. Szczerze mówiąc, on i jego starsi dowódcy powinni byli wiedzieć to lepiej.

### Straty
8 Armia straciła 50 000 zabitych, rannych lub wziętych do niewoli, w tym ok. 35 000 jeńców pojmanych w Tobruku. Niemcy ponieśli 3360 wszystkich strat, co stanowiło około 15 procent ich sił. Włoskie straty wyniosły 3000 ludzi, 125 czołgów, 44 samochody pancerne, 450 pojazdów mechanicznych, 39 dział i 74 działa przeciwpancerne kal. 47 mm. 30 czerwca Afrika Korps poinformował, że straty czołgów Osi wyniosły ok. 400 i po bitwie tylko 44–55 niemieckich czołgów było dalej sprawnych, włoski XX Korpus został zredukowany do 15 czołgów, a 90 Dywizja Lekkiej „Afrika” miała tylko 1679 ludzi. 8 Armia straciła tysiące ton zaopatrzenia, prawie 800 000 sztuk amunicji artyleryjskiej, prawie 13 milionów sztuk amunicji do broni ręcznej i ogromną liczbę czołgów. Setki uszkodzonych pojazdó zostało pozostawionych na pustyni, gdy pułki pancerne się wycofywały, a szacowano, że w ciągu 17 dni zostało wyeliminowanych 1188 czołgów. 22 czerwca RAF miał 463 sprawne samoloty, 420 z nich na Bliskim Wschodzie, Niemcy 183, a Włosi 238, z kolejnymi 174 w rezerwie i 500 na Morzu Śródziemnym, z wyłączeniem terytorium Włoch. Royal Army Ordnance Corps odzyskał 581 czołgów do 19 czerwca, naprawił 278 i odesłał 222 do Egiptu (326 z nich to czołgi wyprodukowane w USA). 8 Armia została zredukowana do około 185 sprawnych czołgów pod koniec bitwy, a przerzucanie sprawnych pojazdów i załóg między jednostkami zakłóciło organizację jednostek. Siedem pułków artylerii polowej, 6000 ciężarówek i dwa warsztaty naprawcze czołgów (które zostały przeniesione do Tobruku) zostały utracone. Do 1 lipca 8 Armia wróciła do El Alamein z 137 sprawnymi czołgami, 42 w drodze z warsztatów i 902 czołgami czekającymi na naprawę.

### Następne operacje
Panzerarmee Afrika rozpoczęła natarcie pod kryptonimem „Aïda” na Egipt, podczas gdy 8 Armia wycofała się do El Alamein. Auchinleck zdecydował się nie utrzymywać Mersa Matruh, wybierając walkę opóźniającą z X i XIII Korpusem. Afrika Korps został co prawda opóźniony w bitwie o Mersa Matruh, ale awarie systemu łączności doprowadziły do dezorganizacji i odcięcia linii odwrotu X Korpusu wzdłuż drogi nadbrzeżnej. Korpus wyrwał się nocą na południe i przedarł się wokół pozycji niemieckich, kilkakrotnie zderzył się z siłami Osi i stracił ponad 6000 wziętych do niewoli, 40 czołgów i dużą ilość zaopatrzenia. Auchinleck nakazał większości 8 Armii wycofanie się o kolejne 160 km do El Alamein, 100 km od Aleksandrii. Kolejne odwroty przybliżyły 8 Armię do jej głównej bazy, a depresja Kattara na południe od El Alamein zamknęła południową flankę. Siły aliantów i Osi stoczyły następnie I bitwę pod El Alamein, bitwę pod Alam Halfa i wreszcie II bitwę pod El Alamein, która okazała się punktem zwrotnym zmagań w Afryce Północnej. Natomiast operacja Agreement, brytyjskie lądowanie w Tobruku w nocy z 13 na 14 września w celu uratowania alianckich jeńców, zakończyła się niepowodzeniem.